# Diplonevra termitophila
Diplonevra termitophila är en tvåvingeart som beskrevs av Ronald Henry Lambert Disney 1999. Diplonevra termitophila ingår i släktet Diplonevra och familjen puckelflugor. Inga underarter finns listade i Catalogue of Life.